# Marie-Cécile Forest
Marie-Cécile Forest est directrice honoraire des musées Gustave-Moreau et Jean-Jacques Henner. Elle a contribué à la redécouverte d'aspects méconnus de l'œuvre de Gustave Moreau tels que ses figurines de cire et ses œuvres non-figuratives.

## Biographie
Née en 1957, Marie-Cécile Forest devient conservatrice du patrimoine en 1992. Après avoir été conservatrice au château et au musée de Blois, elle rejoint le musée Gustave-Moreau en tant que conservatrice en 2001 puis en devient directrice de 2002, à 2023. Elle participe à la redécouverte d'aspect méconnus de l'œuvre de Moreau, telles ses figures de cire ou ses œuvres non-figuratives à travers des expositions telles que L'homme aux figures de cire, réalisée avec Anne-Pingeot en 2010 et Vers le songe et l'abstrait en 2018,. Elle a également dirigé le musée Jean-Jacques Henner.